# Melanichneumon iowae
Melanichneumon iowae là một loài tò vò trong họ Ichneumonidae.